# Редонда (виртуальное государство)
Редо́нда — виртуальное государство, провозглашённое 2 июня 1865 года ирландским купцом Мэтью Дауди Шилом на территории острова Редонда в Карибском море (Малые Антильские острова) в форме конституционной монархии. Редонда имеет свои флаг и герб.
Первым королём объявил себя 21 июля 1865 года британский подданный, ирландец с острова Монтсеррат Мэтью Дауди Шил, отмечавший на острове день рождения сына. Британская империя официально аннексировала остров Редонду в 1872 (по другим данным, в 1869) году. Несмотря на это, в 1880 году Мэтью Дауди Шил якобы «короновал» сына Мэтью Фипс Шила, препоручив ему «бразды правления». Писатель Мэтью Фипс Шил придумал целую легенду, связанную с «королевством», чтобы привлечь внимание к переизданию своих сочинений в 1929 году. Литературный агент писателя Джон Госворт воспринял эту историю всерьёз. Перед смертью Шил провозгласил Госворта своим «наследником», и тот начал с энтузиазмом играть эту роль, приняв «тронное имя» Хуан I.
Спорность актов коронации привела к тому, что на сегодняшний день существует девять альтернативных правителей королевства. Самым известным является испанский писатель Хавьер Мариас, описавший историю королевства Редонда в произведении Negra espalda del tiempo («Чёрная спина времени»). Один из официальных сайтов королевства заявляет, что действующим монархом является король Лео.
Внимание к королевству Редо́нда в СМИ было привлечено скандалом в 2007 году, когда хозяин «Wellington Arm Pub» в Саутгемптоне в ответ на запрет курения в ресторанах заявил, что его бар является консульством Редонды и в силу дипломатического статуса не подчиняется британским законам.